# Iaudas
Iaudas ou Iabdas (en tamazight : ⵢⴰⴱⴷⴰⵙ Yabdas, grec ancien : Ιαύδας), est un chef berbère du vie siècle et roi du royaume de l'Aurès qui tient longtemps en échec les Byzantins dans les Aurès, et joue un rôle important dans les révoltes berbères qui suivent la reconquête byzantine.

## Biographie
Iaudas est le beau-fils de Méphanias, un autre chef de tribu, qu'il a assassiné, et le beau-frère de Massônas, fils de Méphanias. Selon Corippe, il est le dux de l’Aurasitana manus, c’est-à-dire le chef de l’armée aurésienne, et d’après Procope de Césarée, le chef des Berbères de l'Aurasion. Ce dernier le décrit également comme étant « de tous les Maures le plus beau et le plus vaillant ».
Au début de 535, alors que le général byzantin Solomon est occupé à faire face à la révolte des Berbères de Byzacène, menée par les chefs Cusina, Esdilasas, Medisinissas et Iourphouthès, Iaudas en profite pour emmener ses 30 000 guerriers afin d'envahir et piller les campagnes de Numidie, jusque dans la région de Tigisi (actuelle Aïn el-Bordj, en Algérie), prenant un grand nombre de prisonniers. D'après le récit fantaisiste de Procope, l'officier Althias, placé dans la ville de Centuria, chargé de la garde des forts de ce canton, et sa petite armée fédérée de 70 Massagètes, rencontre Iaudas peu de temps après, près de la source d'eau de Tigisis ; Iaudas veut avoir accès à l'eau de la fontaine pour ses hommes « dévorés par la soif ardente que produit la fatigue et la chaleur, car on était alors au fort de l'été », tandis qu'Althias veut récupérer à Iaudas quelques prisonniers. Afin de régler le contentieux, les deux chefs se battent en face à face. Iaudas, terrifié par la dextérité d'Althias, qui a tué son cheval, s'enfuit avec son armée en désordre. Tout le butin et les prisonniers sont récupérés.
En 534-535, les Berbères de Byzacène, insurgés contre le nouveau pouvoir, sont défaits par Solomon lors des batailles de Mammès et du mont Bourgaon, ce qui place Iaudas en première ligne face à l’Empire. Il fait front, accueillant d’abord les survivants de l’insurrection, comme Cusina, puis résiste à l’avancée de Solomon dans l’Aurès,.
Solomon, avec deux chefs berbères, Massônas, qui cherche à venger son père, assassiné par Iaudas, et Orthaïas, victime d'une conspiration de Iaudas et de Mastigas, s'avance contre les Aurès. Il défie Iaudas au combat, mais après trois jours, ses soldats se méfient de la loyauté des Berbères. En conséquence, Solomon abandonne la campagne et ne s'engage plus dans un conflit avec eux avant 537 en raison d'une mutinerie de l'armée byzantine au printemps 536,.
Iaudas réapparait dans les sources en 537 lorsqu'il rejoint Stotzas, le chef d'une importante mutinerie de l’armée byzantine, et se réconcilie avec un de ses vieux rivaux, Orthaïas, qui commandait des tribus berbères situées à l’ouest de l’Aurès. Dans la bataille de Scalas Veteres, Iaudas et les autres chefs berbères qui accompagnent Stotzas sont restés en retrait et Stotzas a été vaincu,. En 539, après une seconde et minutieuse campagne de Solomon au cœur de l’Aurès, cette fois décisive : il est traqué, et doit céder après une longue résistance. Il perd son trésor, ses femmes (ou ses concubines), et est blessé à la cuisse par une javeline, mais ne capitule pas : il choisit l'exil en Maurétanie, peut-être auprès de son vieil allié, Mastigas.
La grande révolte des tribus de Tripolitaine et de Byzacène, 5 ans plus tard, lui permet cependant de réussir un spectaculaire rétablissement. En 544, Solomon et ses troupes sont écrasées lors de la bataille de Sufétula par le chef berbère Antalas, le général byzantin est lui-même tué.
Fin 545, il ressort donc de nouveau pour attaquer l'Empire à la tête d'une armée venue de Numidie, qu'il joint à la grande coalition d'insurgés dirigée par Antalas et les Laguatan, et participe avec eux, en 546, aux négociations avec un autre dissident byzantin, l’usurpateur d'origine vandale, Guntharic, puis à la guerre menée contre le nouveau général envoyé par Justinien, en remplacement de Solomon, Jean Troglita. En coalition avec Guntharic, lui et Cusina se dirigent vers Carthage, tandis que le chef berbère Antalas pilonne et envahit la Byzacène. Carthage est prise, toutefois, Guntharic est victime d'une conspiration et est assassiné par Artabanès peu de temps après, la ville est reprise par les Byzantins.
En été 546, Iaudas est définitivement vaincu par le général byzantin Jean Troglita, il n'est cette fois pas contraint à la fuite, mais doit accepter la tutelle des Byzantins. En effet, il ne réapparaît dans les sources qu'en 547/548 et 548, pour fournir des soldats à l'appel de Jean Troglita, et suivre leur armée lorsqu'elle a à combattre une nouvelle attaque des tribus de Tripolitaine. Il participe à la victorieuse bataille des Champs de Caton contre Antalas et Carcasan et aurait fourni un contingent de 12 000 hommes selon Corippe qui le présente comme le famulatus Iaudas, le seul qui, dans les descriptions des auxiliaires berbères dans la Johannide apparaisse comme un allié malgré lui, qui agit sous la contrainte.

## Référencement